# Criminal Activities
Criminal Activities est un film américain de Jackie Earle Haley, sorti en 2015.

## Synopsis
Quatre jeunes hommes font des investissements risqués qui tournent mal et les mettent en difficulté avec la mafia dirigée par Eddie (John Travolta).

## Fiche technique
- Titre original et français : Criminal Activities
- Réalisation : Jackie Earle Haley
- Photographie : Seamus Tierney
- Scénario : Robert Lowell
- Montage : Alex Marquez
- Musique : Keefus Ciancia
- Production : Howard Burd et Micah Sparks
- Sociétés de production :  Capacity Pictures, May Day Movies, NeeNee Productions, Phoenix Rising Motion Pictures
- Sociétés de distribution :  États-Unis : Image Entertainment,  France : M6 Video
- Genre : Action
- Durée : 94 minutes
- Dates de sortie : 
  -  États-Unis : 20 novembre 2015
  -  France : 22 février 2016 (directement en vidéo)

## Distribution
- John Travolta : Eddie
- Michael Pitt : Zach
- Dan Stevens : Noah
- Christopher Abbott : Warren
- Rob Brown : Bryce
- Jackie Earle Haley : Gerry